# 2032
Évszázadok: 20. század – 21. század – 22. század
Évtizedek: 1980-as évek – 1990-es évek – 2000-es évek – 2010-es évek – 2020-as évek – 2030-as évek – 2040-es évek – 2050-es évek – 2060-as évek – 2070-es évek – 2080-as évek
Évek: 2027 – 2028 – 2029 – 2030 –  2031 – 2032 – 2033 – 2034 – 2035 – 2036 – 2037

## Várható események

### Határozott dátumú események
- július 23. – Megkezdődnek a 2032. évi nyári olimpiai játékok Brisbane-ben.[1]

### Határozatlan dátumú események
- június–július – Megrendezésre kerül a 2032-es labdarúgó-Európa-bajnokság Törökországban és Olaszországban.[2]
- az év folyamán – Elkészül A Messinai-szoros hídja Szicília és az Appennini-félsziget között.[3]

## Az év témái

### 2032 a sportban
- Az ausztráliai Brisbane rendezheti a 2032. évi nyári olimpiai játékokat.[4] (A nyári játékok történetében Ausztrália harmadszor lesz házigazda, miután 1956-ban Melbourne-ben, 2000-ben pedig Sydneyben volt az olimpia.)[5]